# عسر النطق
عسر النطق (بالإنجليزية: Alogia)‏ أو فقر الحديث (بالإنجليزية: poverty of speech)‏ في علم النفس هو نقص عام في المحتوى العفوي الإضافي للكلام العادي. وكعرض، فإن عسر النطقانفصام الشخصية، ويُعتبر عرضا سلبيا. ويمكن أن يُعيق عسر الكلام من إتمام العلاج النفسي بسبب الصعوبة الكبيرة في عقد المحادثة بطلاقة.
غالبا ما يُعتبر عسر الكلام شكلا من أشكال الحبسة (فقدان القدرة على الكلام)، وهو ضعف عام في القدرة اللغوية. وكثيرا ما يحدث مع الإعاقة الذهنية والخرف، نتيجة الأضرار التي تلحق بنصف الكرة الأيسر من الدماغ (باعتباره النصف غالب البشر). ويمكن أن يتراج الشخص إلى حالة من عسر الكلام كوسيلة لعلم النفس العكسي، أو تجنب الأسئلة.